# Patrice Delaveau
Patrice Delaveau (Rambouillet, 27 de enero de 1965) es un jinete francés que compite en la modalidad de salto ecuestre.
Ganó cuatro medallas en el Campeonato Mundial de Saltos Ecuestres entre los años 1986 y 2014. Participó en dos Juegos Olímpicos de Verano, ocupando el cuarto lugar en Atlanta 1996 y el cuarto en Sídney 2000, en la prueba por equipos.

## Palmarés internacional
| Campeonato Mundial | Campeonato Mundial         | Campeonato Mundial | Campeonato Mundial |
| Año                | Lugar                      | Medalla            | Categoría          |
| ------------------ | -------------------------- | ------------------ | ------------------ |
| 1986               | Aquisgrán (RFA)            | Medalla de bronce  | Por equipos        |
| 2010               | Lexington (Estados Unidos) | Medalla de plata   | Por equipos        |
| 2014               | Caen (Francia)             | Medalla de plata   | Individual         |
| 2014               | Caen (Francia)             | Medalla de plata   | Por equipos        |